# Botões direcionais

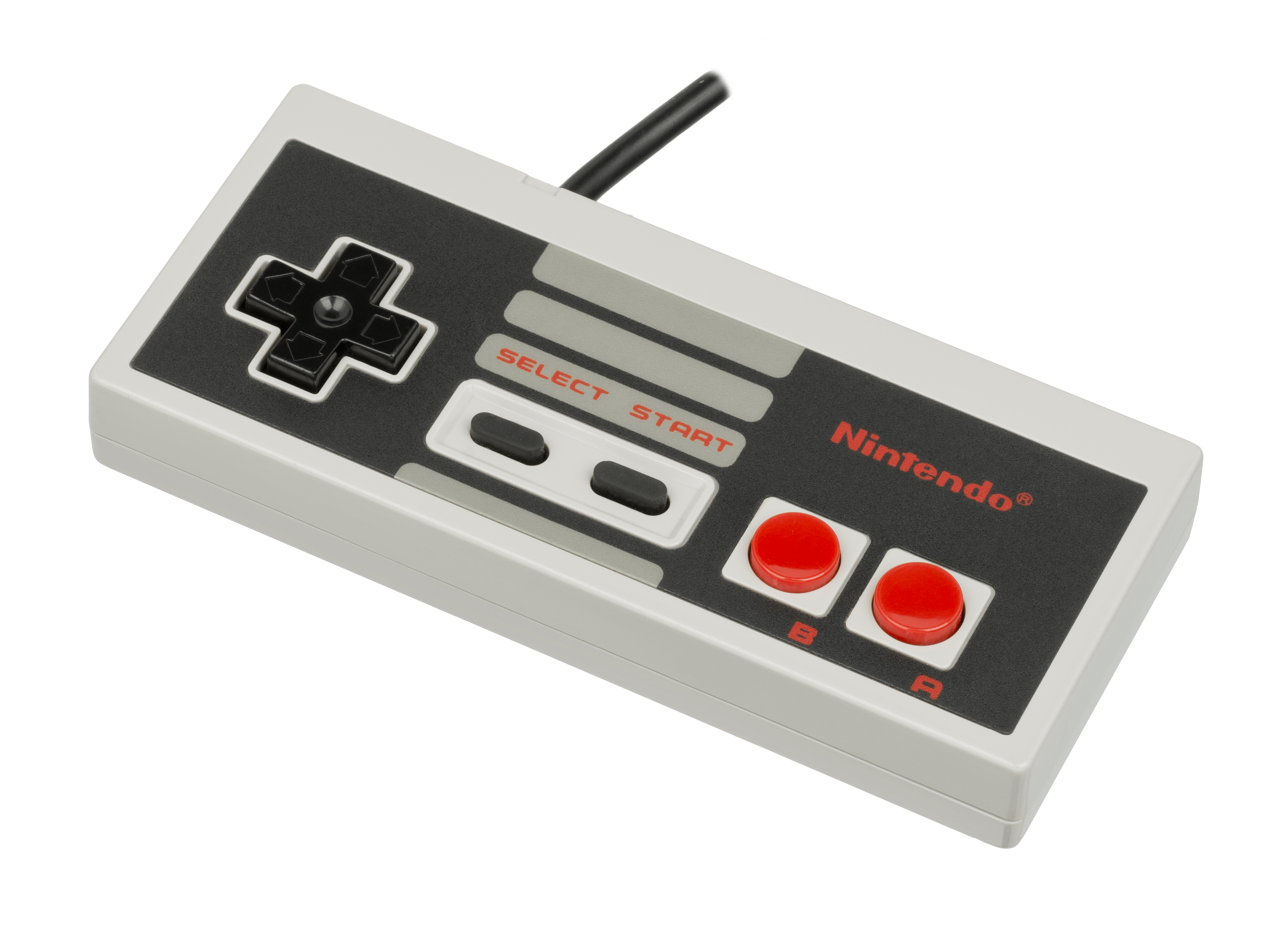
Controle do Nintendo Entertainment System.

Os botões direcionais (também chamados por sua forma em inglês D-pad) são botões organizados em formato de cruz representando suas específicas direções, alguns direcionais também podem conter botões específicos para diagonais, são geralmente encontrados em controladores de jogos, consoles portáteis, controles remotos e celulares.

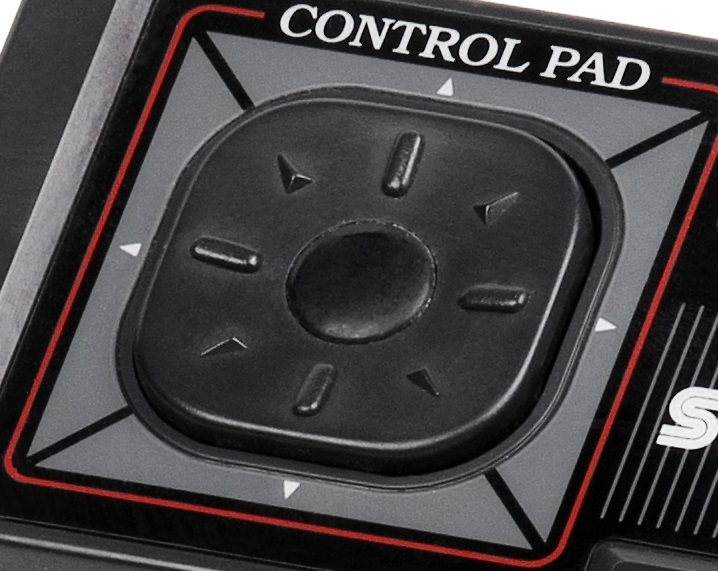
Botões direcionais do controle do Master System com 8 direções.

A vantagem dos direcionais são a precisão e a fácil manipulação, também são mais baratos e demandam uma menor manutenção quando comparados com as alavancas analógicas.

## História
Precursores dos botões direcionais apareceram no jogo de arcade Blockade de 1976, no console VideoMaster Star Chess de 1979, no jogo de arcade Vanguard de 1981 e no jogo Cosmic Hunter no Microvision.
O primeiro direcional de fato veio através do portátil Game & Watch da Nintendo projetado por Gunpei Yokoi, em um de seus modelos com o jogo Donkey Kong lançado em 1982, o formato se popularizou e foi também utilizado em vários modelos posteriores do Game & Watch. O primeiro console a adotar o modelo foi o NES em seu controle em 1983 sob o nome de + Control Pad, posteriormente adotado no Sega Master System em 1985 sob o nome de D button, e em 1989 adotado no console portátil Game Boy, desde então os botões direcionais vêm sendo amplamente adotados nos consoles de mesa e portáteis, sendo a principal forma de controle de direções até a chegada do controle do Nintendo 64 que introduziu a alavanca analógica como uma alternativa ao controle de direções.
Os consoles modernos, a partir do Nintendo 64, são equipados tanto com o D-pad quanto com um joystick analógico controlado pelo polegar. Dependendo do jogo, um tipo de controle pode ser mais adequado que o outro. Em muitos jogos que utilizam o joystick, o D-pad funciona como um conjunto de botões adicionais, frequentemente dedicado a tarefas específicas, como uso de itens. Mesmo sem joystick, alguns softwares aproveitam a capacidade de 8 direções do D-pad para funcionar como oito botões distintos, não necessariamente ligados ao movimento. Por exemplo, no Jam Sessions para Nintendo DS, o D-pad é usado para selecionar acordes musicais.